# Emma Severini
Emma Severini (Prato, 18 juli 2003) is een voetbalspeelster uit Italië. Ze speelt als aanvaller voor AS Roma in de Serie A.

## Clubcarrière
Severini begon in de jeugd van ACF Fiorentina. In het seizoen 2019/20 stapte ze over naar AS Roma. Op 14 december 2019 debuteerde ze voor deze club in de Serie A door in de 70ste minuut in te vallen voor Andressa Alves in een 4-0 overwinning op Orobico Calcio Bergamo. Ze kwam dat seizoen nog vijfmaal in actie. In het volgende seizoen werd Severini uitgeleend aan SSD Napoli. Daarna volgde een nieuwe verhuurbeurt aan haar oude club ACF Fiorentina. Voorafgaand aan het seizoen 2023/24 maakte ze de definitieve overstap naar Fiorentina.

## Statistieken
| Seizoen | Club           | Land   | Competitie | Wedstrijden | Doelpunten |
| ------- | -------------- | ------ | ---------- | ----------- | ---------- |
| 2018/19 | ACF Fiorentina | Italië | Serie A    | 0           | 0          |
| 2019/20 | AS Roma        | Italië | Serie A    | 1           | 5          |
| 2020/21 | AS Roma        | Italië | Serie A    | 5           | 0          |
| 2021/22 | SSD Napoli     | Italië | Serie A    | 14          | 0          |
| 2022/23 | ACF Fiorentina | Italië | Serie A    | 17          | 1          |
| 2023/24 | ACF Fiorentina | Italië | Serie A    | 25          | 2          |
| 2024/25 | ACF Fiorentina | Italië | Serie A    | 20          | 4          |
| Totaal  | Totaal         | Totaal | Totaal     | 82          | 7          |

Laatste update: 11 april 2025

## Interlandcarrière
Severini maakte haar debuut voor het Italiaanse nationale team in een vriendschappelijke wedstrijd voorafgaand aan het WK 2023. Ze begon in de basis en werd in de tweede helft gewisseld voor Giulia Dragoni. Severini werd opgenomen in de selectie van Italië voor op het WK 2023 in Australië en Nieuw-Zeeland. Hier was de groepsfase het eindstation voor Italië na een nederlaag tegen Zuid-Afrika. Severini kwam niet in actie op het eindtoernooi.